# Anyphaena accentuata obscura
Anyphaena accentuata là một loài nhện trong họ Anyphaenidae.
Loài này thuộc chi Anyphaena. Anyphaena accentuata obscura được miêu tả năm 1831 bởi Sundevall.

## Hình ảnh

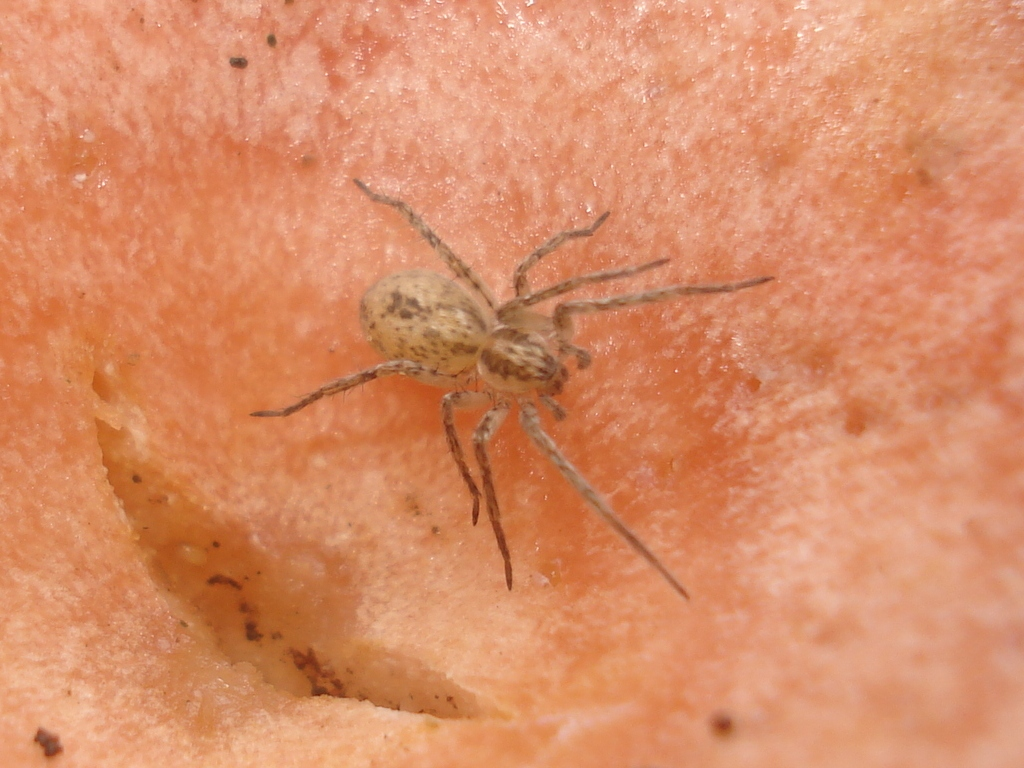
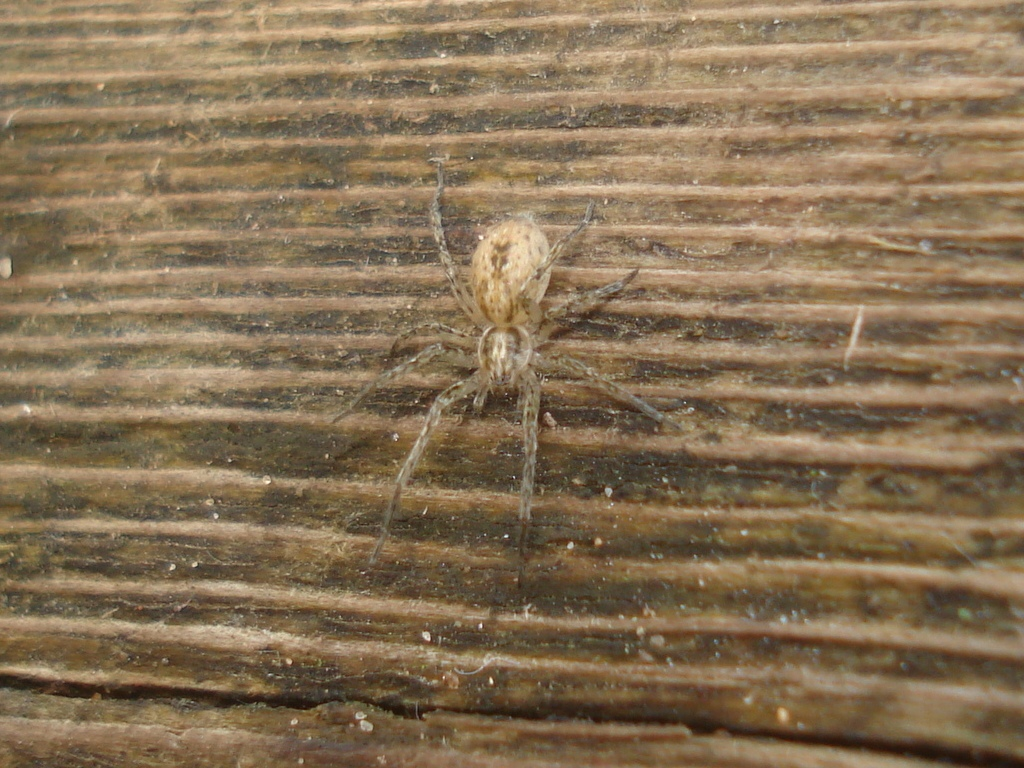
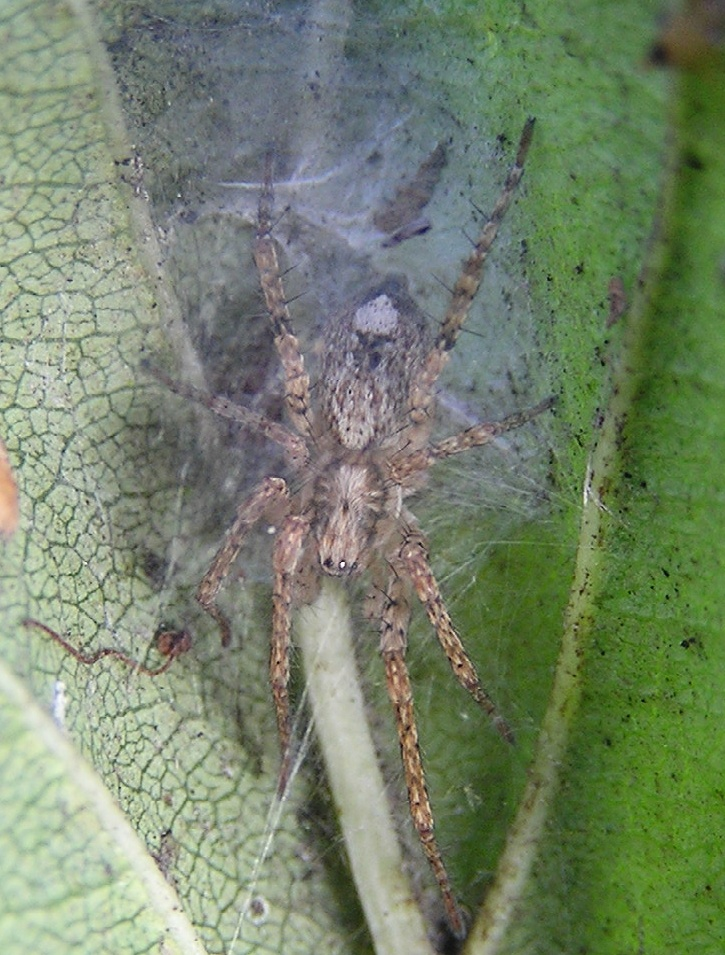